# 新保利大厦
39°55′58″N 116°25′57″E / 39.9328516°N 116.4324829°E
新保利大厦位于中国北京市东城区东四十条桥西南角，中国保利集团总部及保利艺术博物馆的所在地。

## 简介
新保利大厦与位于东四十条桥东北角的保利大厦相呼应。新保利大厦由北京新保利大厦房地产开发有限公司开发，美国SOM公司、北京特种工程设计研究院联合设计，中国建筑股份有限公司承建。总建筑面积为109,997平方米，地上23层，地下4层，建筑总高度为105.2米。该大厦集甲级写字楼、博物馆、商用于一体。工程于2003年5月18日开工，2006 年10月20日竣工。
该大厦带有70米宽、90米高的单层双向点式柔索幕墙，是中华人民共和国国内建筑中第一次采用强韧钢索连接，也是世界上第一例内凹式柔索玻璃幕墙。
该大厦大堂面积达1500平方米、体积达75000立方米，空间内无立柱。中庭高90米。该大厦大堂内特式吊楼，悬挑23.98米，高大约50米，重量大约5000吨，其重量和体量都居世界特式吊楼的第一位，设计灵感来自中国古代叠式灯笼造型。
新保利大厦建成后，中国保利集团总部及保利艺术博物馆均从保利大厦迁入新保利大厦。

## 荣获奖项
- 2008年度中国建设工程鲁班奖
- 2009年度北京当代十大建筑奖
- 2010年度中国土木工程詹天佑奖